# Riu Chalakudi

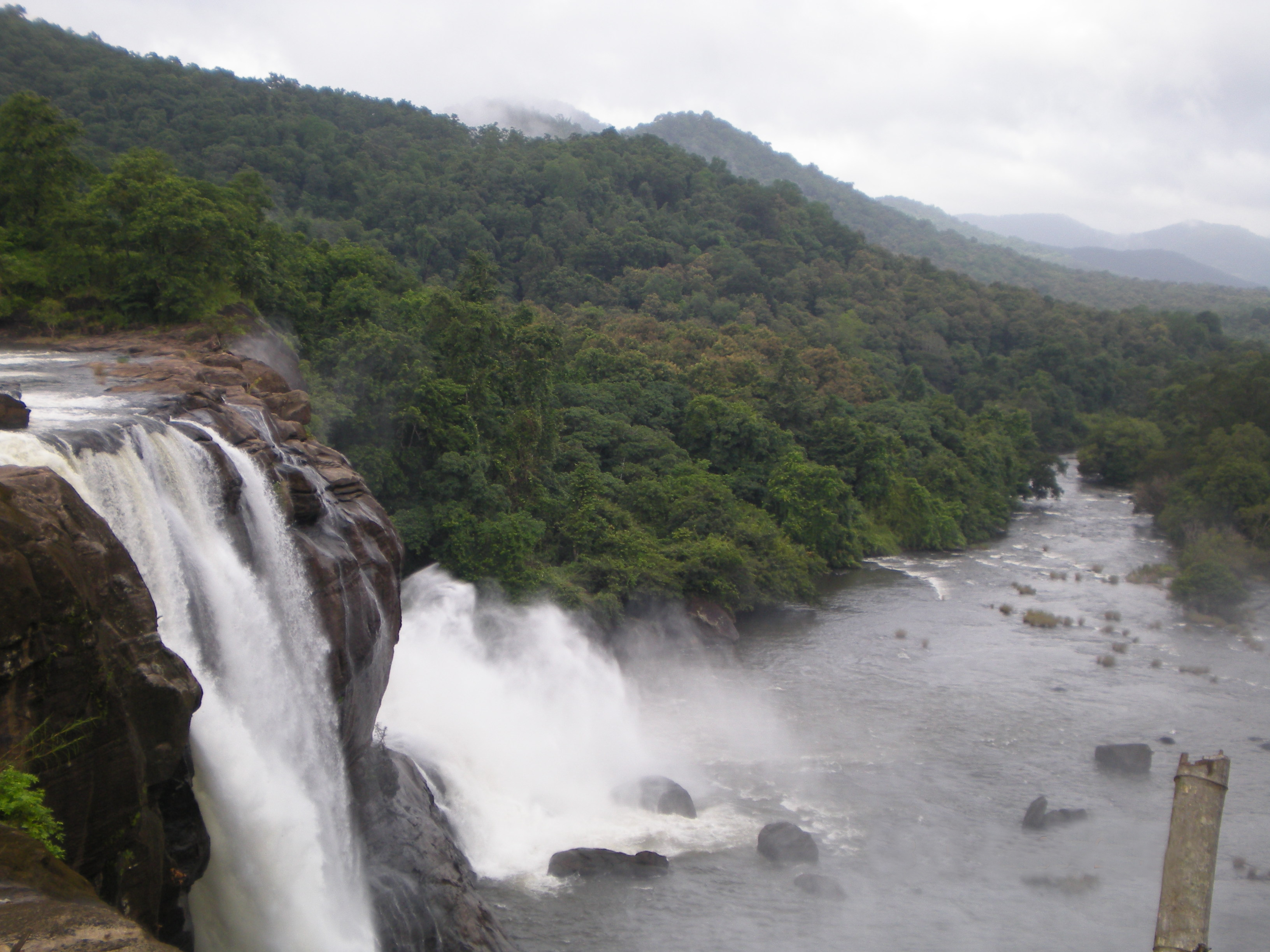
Cascades d'Athurappilly.

El riu Chalakudi és un curs d'aigua de Tamil Nadu i Kerala (en malayam Chalakudy Puzha).
Neix a les muntanyes Animailai i passa per Chalakudi (ciutat) al districte de Thrissur. És el cinquè riu de l'estat. La seva conca és de 1704 km² dels que més de 1400 són a Kerala. El seu curs és de 145 km. Les cascades d'Athirappilly i Vazhachal són en aquest riu. Al districte d'Ernakulam districte s'uneix al Periyar, i després desaigua a la mar.